# Conseil des cardinaux
Le Conseil des cardinaux est un groupe de cardinaux nommés par le pape François pour « aider le Saint-Père dans le gouvernement de l'Église universelle et pour étudier un projet de révision de la constitution apostolique Pastor Bonus ».

## Création
Le conseil est d'abord créé de manière informelle un mois jour pour jour après l'élection du pape François, le 13 avril 2013 et annoncé par un simple communiqué de la secrétairerie d'État. Sa création est officialisée le 28 septembre suivant par un décret pontifical sous forme de chirographe ,.
Le premier paragraphe du document explique que la création de ce conseil est une suite logique aux « suggestions apparues au cours des Congrégations générales des cardinaux précédant le conclave ». Le groupe de huit cardinaux obtient alors un large mandat pour conseiller le souverain pontife dans le gouvernement de l'Église universelle et pour étudier un plan de révision de la Constitution apostolique sur la Curie romaine Pastor Bonus, les cardinaux de ce conseil pouvant être consultés aussi bien collégialement qu'individuellement.
La création de ce conseil est présentée comme la « Méthode Bergoglio », à savoir un système de contrepoids et de contrôles réciproques, façon de procéder tout à fait dans l'esprit jésuite (le pape François est un jésuite). Cette méthode lui permet ainsi de « s'attaquer de front à la réforme de la Curie sur laquelle avait buté Benoît XVI » explique Olivier Royè spécialiste des religions à l'European University Institute.

## Membres

### Membres originaux
À sa création le 13 avril 2013, la commission était composée de huit cardinaux assisté d'un évêque faisant fonction de secrétaire. Elle était alors surnommée C8. La composition de la commission a été complétée le 1er juillet 2014, après sa création comme cardinal, du secrétaire d'État Pietro Parolin,.
Elle était alors composée de 9 cardinaux :
- Giuseppe Bertello, président de la Commission pontificale pour la cité du Vatican
- Francisco Javier Errázuriz Ossa, archevêque émérite de Santiago au Chili
- Oswald Gracias, archevêque de Bombay
- Reinhard Marx, archevêque de Munich
- Laurent Monsengwo Pasinya, archevêque de Kinshasa
- Seán O'Malley OFM Cap, archevêque de Boston
- George Pell, préfet du Secrétariat pour l'économie
- Óscar Andrés Rodríguez Maradiaga SDB, archevêque de Tegucigalpa
- Pietro Parolin, cardinal secrétaire d'État

Le groupe était coordonné par le cardinal Óscar Andrés Rodríguez Maradiaga et assisté du secrétaire Marcello Semeraro, évêque d'Albano.

### Membres actuels
Au cours de la 27e réunion, a été confirmé que les cardinaux Francisco Javier Errázuriz Ossa, Laurent Monsengwo Pasinya et George Pell ne sont pas renouvelés au sein du conseil du fait de leur âge, et que pour le moment aucun cardinal ne serait nommé pour les remplacer du fait de l'avancement des projets. Le conseil est renommé par les médias comme le "C6",.
Le 15 octobre 2020, le pape François inclut comme nouveau membre de ce conseil le cardinal Fridolin Ambongo Besungu.
Le 7 mars 2023, le pape renouvelle fortement la composition du conseil, qui est désormais composé des 9 membres suivants :
- Pietro Parolin, cardinal secrétaire d'État
- Fernando Vérgez Alzaga, président émérite de la Commission pontificale pour la cité du Vatican
- Fridolin Ambongo Besungu, archevêque de Kinshasa
- Oswald Gracias, archevêque émérite de Bombay
- Seán O'Malley OFM Cap, archevêque émérite de Boston
- Joan Josep Omella, archevêque de Barcelone
- Gérald Cyprien Lacroix, archevêque de Québec
- Jean-Claude Hollerich SJ, archevêque de Luxembourg
- Sérgio da Rocha, archevêque de Salvador de Bahia

## Rencontres

### 2013
Le conseil a tenu sa première réunion du 1er au 3 octobre 2013. Dans un communiqué publié après la clôture de la réunion, le porte-parole du Saint-Siège précise que l'intention des cardinaux est de proposer une nouvelle constitution apostolique sur la Curie romaine, en remplacement de la constitution Pastor Bonus promulguée par le pape Jean-Paul II. Le texte envisagé, dont la préparation prendra du temps, « insistera sur le caractère de service de la Curie envers l’Église, universelle comme locale, et fera passer d'un exercice centralisé du pouvoir au principe de la subsidiarité sous tous ses aspects. Les Cardinaux ont insisté sur le fait que la Secrétairerie d'État doit être le secrétariat du Pape, le terme État ne devant plus porter à confusion ».
Le Conseil se penchera sur la question des relations entre les chefs des dicastères et le pape, et la coordination entre les différents organes. « Il a été question à ce propos d'un Modérateur de la Curie et des compétences qui pourraient être les siennes. Mais aucune décision n'a été arrêté ».
La seconde réunion a lieu du 3 au 5 décembre suivant et s'intéresse en particulier à la Congrégation pour le culte divin et la discipline des sacrements.

### 2014
Lors de la troisième réunion du 17 au 19 février 2014, sont abordées les questions relatives à l'organisation économique et administrative du Saint-Siège.
La réunion suivante a lieu du 28 au 30 avril. Elle poursuit ses travaux sur les questions administratives et financières et se penche également sur l'organisation des conseils pontificaux.
Les cardinaux se retrouvent encore du 1er au 4 juillet. Ils abordent lors de cette réunion les questions liées au Gouvernorat de l'État de la Cité du Vatican, de la Secrétairerie d'État et de l'I.O.R.
La sixième réunion a lieu du 15 au 17 septembre. Elle aborde la question des dicastères autres que les structures administratives et financières traitées au cours des précédentes réunions.
Le groupe se réunit à nouveau du mardi 9 au jeudi 11 décembre 2014 au Vatican. Au cours de cette session, les cardinaux poursuivent leur réflexion sur la réforme de la curie, et en particulier travaillent sur l'hypothèse de deux grands conseils pontificaux, l'un consacré aux laïcs et aux familles l'autre à la justice, à la paix et à la charité. Ils font également un point sur la Commission pontificale pour la protection des mineurs ainsi que sur la réorganisation des structures économiques du Saint-Siège.

### 2015
La huitième rencontre du groupe a lieu du 9 au 11 février 2015. Elle précède le consistoire extraordinaire convoqué les 12 et 13 février pour présenter aux cardinaux l'état d'avancement des travaux du C9. Outre la préparation des rapports à présenter lors du consistoire, les cardinaux ont travaillé sur le Conseil pontifical pour la culture et sont revenus sur les questions liées aux moyens de communication du Saint-Siège ainsi que sur les statuts, en cours de finalisation, du secrétariat et du conseil pour l'économie.
La réunion suivante a lieu du 13 au 15 avril 2015. Elle fait le point sur les observations et propositions formulées lors du consistoire de février et aborde plus particulièrement la question des moyens de communications du Saint-Siège et la possibilité de réunir plusieurs organismes au sein de deux nouvelles congrégations qui auraient pour compétence les domaines de la charité, de la justice et de la paix d'une part et d'autre part de la famille, des laïcs et de la vie.
Le groupe se retrouve une dixième fois du 8 au 10 juin 2015. Ses travaux couvrent alors de nombreux sujets. Pour la première fois, il travaille sur le préambule de la future constitution apostolique destinée à remplacer Pastor Bonus. Il entend le cardinal George Pell sur la mise en place des nouvelles instances financières. Est également approuvée par le conseil puis validée par le pape une proposition du cardinal Sean O'Malley visant à instituer, au sein de la Congrégation pour la doctrine de la foi, une nouvelle section judiciaire chargé de juger les évêques qui auraient manqué à leur devoir de dénonciation d'abus sexuels sur mineurs dont ils auraient eu connaissance. Le conseil examine et approuve également les conclusions du groupe de travail sur les médias qui propose d'intégrer, dans un délai de quatre ans, les différents services liés à la communication du Saint-Siège, en un dicastère unique. Les services concernés seraient le Conseil pontifical pour les communications sociales, la Salle de presse du Saint-Siège, Radio Vatican, le Centre de télévision du Vatican, l'Osservatore Romano, le service photographique, la Librairie vaticane, la Typographie vaticane, et le Bureau Internet du Vatican. Enfin, le conseil a entendu un rapport sur l'encyclique Laudato Sii et les modalités de sa publication prévue le 18 juin.
La onzième rencontre a lieu du 14 au 16 septembre 2015 sans le cardinal Óscar Andrés Rodríguez Maradiaga, coordinateur du conseil, absent pour raisons de santé. Elle formalise une proposition de création d'une neuvième congrégation au sein de la curie romaine chargée des laïcs et de la famille. Cette congrégation pourrait rassembler les conseils pontificaux pour la famille et pour les laïcs ainsi que l'académie pontificale pour la vie qui garderait malgré tout une existence propre au sein du nouveau dicastère. Les cardinaux ont ensuite réfléchi à l'opportunité de la création d'une autre congrégation autour des thèmes de la justice, de la charité et de la paix. La rencontre a également permis d'évaluer les premiers pas du secrétariat pour la communication, de réfléchir aux critères de sélection des nouveaux évêques et de poursuivre les travaux relatifs aux abus sexuels sur des mineurs.
La douzième rencontre se tient du 10 au 12 décembre 2015. Lors de cette session, le conseil a fait le point sur les chantiers entamés précédemment : création de deux nouvelles congrégations, audit sur les organismes financiers et économiques du Saint-Siège, travail de la commission pontificale pour la protection des mineurs. Il a également auditionné le cardinal Leonardo Sandri, préfet de la congrégation pour les Églises orientales et commencé à réfléchir à la notion de décentralisation que le pape a reliée à celle de synodalité lors de son discours du 17 octobre à l'occasion des 50 ans de la création du synode des évêques et qui pourrait servir de « boussole » dans le cadre de la réforme de la curie. Ce thème sera à nouveau inscrit à l'ordre du jour de la prochaine réunion de travail.

### 2016
La treizième rencontre se déroule sur une journée et demie, les 8 et 9 février 2016. Elle est l'occasion d'approfondir la réflexion au sujet de la synodalité et de la décentralisation et de présenter au pape les propositions du conseil concernant les deux nouveaux dicastères  «Laïcs, famille et vie» d'une part, «Justice, paix et migrations» d'autre part. Comme lors des précédentes réunions, les cardinaux O’Malley et Pell ont présenté respectivement les travaux de la commission pontificale pour la protection des mineurs et les travaux relatifs aux réformes des structures économiques du Saint-Siège
La quatorzième rencontre a lieu du 11 au 13 avril 2016. Elle traite principalement de l'organisation et des missions des congrégations romaines. Elle est également l'occasion de réfléchir aux critères de sélection des évêques et au rôle des nonces apostoliques.
Le conseil se réunit pour la quinzième fois du 6 au 8 juin 2016. Avant d'entendre les rapports des cardinaux Reinhard Marx et George Pell sur les questions économiques, du cardinal Sean O'Malley sur les travaux de la commission de protection des mineurs et de Dario Edoardo Viganò, préfet du secrétariat pour la communication, sur la réforme des médias du Saint-Siège, le conseil s'était penché sur les statuts et compétences de divers dicastère en vue de préparer la future constitution apostolique. Les travaux ont porté spécifiquement sur la secrétairerie d'État, les congrégations pour les évêques, pour l’éducation catholique, pour les Églises orientales et pour le clergé et sur les conseils pontificaux pour la culture, pour la promotion de l'unité des chrétiens et pour le dialogue interreligieux. Quelques jours après la publication des statuts ad experimentum du nouveau dicastère pour les laïcs, la famille et la vie, le conseil affine et confirme le projet de création d'un autre dicastère pour la charité, la justice et la paix.
Les cardinaux se réunissent à nouveau du 12 au 14 septembre 2016. Leur réunion permet de faire un bilan des réformes officialisées au cours de l'été (créations du dicastère pour les laïcs, la famille et la vie et du dicastère pour le service du développement humain intégral) et de réfléchir au rôles des congrégations pour les évêques, pour le clergé et pour l'éducation catholique et du conseil pontifical pour la promotion de l'unité des chrétiens. Les réflexions portent également à nouveau sur le profil spirituel et pastoral nécessaires pour les évêques ainsi que sur le service de la diplomatie apostolique en considérant en particulier la grande responsabilité pour les nonces apostoliques que constitue le choix de candidats à l'épiscopat.
La dix-septième rencontre du conseil a lieu du 12 au 14 décembre 2016. Elle permet une nouvelles fois de faire un point sur les nouvelles structures, notamment les deux nouveaux dicastères, mais elle permet également d'avancer dans la réflexion concernant les congrégations pour l'évangélisation des peuples, pour les évêques et pour les Églises orientales ainsi que la secrétairerie d'État, les propositions du conseil concernant les congrégations pour la doctrine de la foi, pour la vie consacrée et les sociétés de vie apostolique et pour les causes des saints ainsi que pour le conseil pontifical pour la promotion de l'unité des chrétiens ont été remises au pape dans leur version définitive.

### 2017
Le conseil se réunit à nouveau du 13 au 15 février 2017. Les travaux se poursuivent concernant les congrégations pour l'évangélisation des peuples et pour les Églises orientales et le conseil pontifical pour le dialogue interreligieux. Le conseil amorce également une réflexion autour de la diaconie de la justice en s'attardant en particulier sur la question des tribunaux du Saint-Siège.
Au cours de sa dix-neuvième session de travail, du 24 au 26 avril 2017, le conseil poursuit ses travaux visant à la réforme de la curie en s'attardant particulièrement sur la congrégation pour l'évangélisation des peuples, les conseils pontificaux pour le dialogue interreligieux, et les textes législatifs et sur les instances judiciaires du Saint-Siège. La formation des personnels, religieux et laïcs, au service du Saint-Siège a également été abordée ainsi que les rapports entre Rome et les Églises locales. Le Cardinal Seán O'Malley a abordé la question de l'éducation des mineurs dans le cadre du travail de la Commission pontificale pour la protection des mineurs.
La vingtième rencontre du conseil a lieu du 12 au 14 juin 2017. Elle s'attache en particulier à étudier la relation entre la curie romaine et les Églises locales, avec le souhait de promouvoir une « saine décentralisation » et la possibilité d’élargir la consultation en vue de la nomination des évêques à des religieux et à des laïcs. Cette réunion a également permis de relire les textes en cours de préparation concernant plusieurs des dicastères.
La réunion suivante a lieu du 11 au 13 septembre 2017. Elle est l'occasion d'auditionner le préfet de la congrégation pour l'évangélisation des peuples et le président du Conseil pontifical pour la promotion de la nouvelle évangélisation. Elle est surtout l'occasion de travailler, à partir des textes et déclarations du pape, sur l'objectif de la réforme: faire de la Curie « un instrument d’évangélisation et de service pour le Pape et pour les Églises locales » en travaillant notamment sur la décetralisation, sur le rôle des nonciatures apostoliques, sur la sélection et la compétence du personnel.
Le conseil se réunit à nouveau du 11 au 13 décembre 2017. Les réflexions portent sur les congrégations pour le clergé, pour l'évangélisation des peuples, pour l'éducation catholique et sur le conseil pontifical pour la culture. La réunion est également l'occasion de dresser un bilan des réformes déjà entreprises en auditionnant en particulier le préfet du secrétariat pour la communication dont la structuration connaîtra une nouvelle étape le 1er janvier 2018 avec l'incorporation au dicastère de la Typographie vaticane, de l'Osservatore Romano et su service photographique du Vatican.

### 2018
La rencontre suivante se déroule du 26 au 28 février 2018. Elle donne notamment l'occasion aux cardinaux de réfléchir sur le statut théologique des conférences épiscopales en lien avec le thème de la décentralisation examiné lors de précédentes rencontres. Les cardinaux étudient également la possibilité de définir une procédure permettant de juger dans des délais raccourcis les cas d'abus sur mineurs. Un point est fait sur la création de la troisième section de la secrétairerie d'État et sur les actions menées par le Conseil et le Secrétariat pour l'économie sur les questions relatives aux ressources humaines et aux bilans financiers du Saint-Siège. Enfin, les cardinaux ont poursuivi leurs réflexions à propos du dicastère pour le service du développement humain intégral et des congrégations pour les Églises orientales et pour l'évangélisation des peuples.
La XXIVe rencontre a lieu du 23 au 25 avril 2018. Elle permet de faire une première relecture d'un projet de constitution apostolique organisant la curie romaine.
La rencontre suivante, du 11 au 13 juin 2018 donne l'occasion au C9 de remettre au pape un projet de constitution apostolique provisoire ayant pour nom Praedicate Evangelium. Ce projet de constitution, qui a vocation à remplacer Pastor Bonus, peut encore être modifié par le pape autant qu'il le souhaite avant sa promulgation,.
La XXVIe rencontre, du 10 au 12 septembre 2018 est largement consacrée à une nouvelle relecture du projet de constitution apostolique Praedicate Evangelium sur la Curie Romaine. La question du renouvellement des membres du C9 est mise sur la table, étant donné le grand âge de certains de ses membres. Au cours de cette session est également décidée la convocation, du 21 au 24 février 2019, d'une réunion du pape avec les présidents des conférences épiscopales du monde entier pour évoquer la question de la prévention des abus sexuels sur des mineurs ou sur des adultes vulnérables.
La rencontre suivante a lieu du 10 au 12 décembre 2018. Elle est l'occasion d'officialiser la première modification du conseil depuis sa création: les cardinaux membres ne sont plus que six après que le pape a mis fin, en raison de leur âge, aux fonctions des cardinaux Laurent Monsengwo Pasinya, George Pell et Francisco Javier Errázuriz Ossa. Le conseil est par ailleurs doté d'un nouveau secrétaire adjoint en la personne de Marco Mellino. Les discussions de ce conseil resserré portent en particulier sur les questions financières avec en perspective la mise en œuvre de budgets pluriannuels pour le Saint-Siège, sur la préparation de la rencontre prévue en février suivant au Vatican au sujet de la protection des mineurs et sur la prochaine constitution apostolique Praedicate Evangelium.

### 2019
Le conseil se réunit à nouveau du 18 au 20 février 2019. Elle est dominée par la question des abus sexuels et de la protections des mineurs, quelques jours après la réduction à l'état laïc de l'ancien cardinal Theodore McCarrick et à la veille de la rencontre mondiale pour la protection des mineurs.
Lors de sa XXIXe réunion du 8 au 10 avril 2019, le conseil définit les modalités de consultation préalable à la validation de la constitution apostolique Praedicate Evangelium sur l'organisation de la curie romaine, dont le texte provisoire sera diffusé aux présidents des conférences épiscopales, aux synodes des Églises orientales, aux dicastères de la curie romaine, aux conférences des supérieurs et supérieures majeures et à certaines universités pontificales.
La rencontre du 25 au 27 juin 2019, XXXe rencontre du conseil, est centrée sur l'examen des premières observations reçues, principalement des dicastères de la curie romaine et des universités pontificales, relatives au projet de constitution apostolique dont la version finale est annoncée pour l'automne suivant, après prise en compte de ces retours et de ceux, encore attendus, des conférences épiscopales.
La rencontre suivante, du 17 au 19 septembre 2019, est encore consacrée à la relecture du projet de constitution apostolique, tout comme la rencontre du 2 au 4 décembre 2019 qui s'intéresse également au synode sur l'Amazonie tenu quelques semaines plus tôt à Rome et au Chemin synodal prévu en Allemagne

### 2020
Marco Mellino est nommé secrétaire, à la suite de Marcello Semeraro.